# Norbert Häring
Norbert Häring (* 1963) ist ein deutscher Wirtschaftsjournalist. Er ist seit 2002 Redakteur für Wirtschaftswissenschaft beim Handelsblatt. Er veröffentlichte zudem mehrere Bücher, unter anderem zum Thema Geldpolitik.

## Leben
Nach dem Abitur studierte Häring Volkswirtschaftslehre in Heidelberg und Saarbrücken und promovierte bei Olaf Sievert mit einer Arbeit über die politische Ökonomie der Regionalförderung zum Dr. rer. pol. Danach war er zunächst drei Jahre als Analyst und Redenschreiber bei der Commerzbank tätig und wechselte 1997 in den Wirtschaftsjournalismus. Er arbeitete bei der Börsen-Zeitung und ab 2000 bei der gerade neu gegründeten Financial Times Deutschland. Seit 2002 ist er hauptberuflich beim Handelsblatt tätig und war bis 2012 vor allem für das Thema Geldpolitik zuständig. 2002 rief er einen „EZB-Schattenrat“ ins Leben, eine Gruppe von 15 prominenten Volkswirten aus Finanzinstituten, Universitäten und Forschungsinstituten, die geldpolitische Fragen diskutieren und Empfehlungen für die Geldpolitik der EZB abgibt. 2011 zählte er zu den Initiatoren und Gründern und seitdem zu den Co-Direktoren der internationalen Ökonomenvereinigung World Economics Association. Später wurde er Mitglied der Partei BSW.

## Erfolglose Klage gegen Pflicht zur bargeldlosen Zahlung der Rundfunkbeiträge
Häring forderte vom ARD ZDF Deutschlandradio Beitragsservice ein Recht auf Barzahlung ein. Eine generelle Barzahlung brächte aber laut Beitragsservice einen zu hohen Verwaltungsaufwand mit sich. Härings entsprechende Klage wurde in den ersten beiden Instanzen zurückgewiesen. Das Bundesverwaltungsgericht setzte das Verfahren im März 2019 aus, um dem Europäischen Gerichtshof Fragen zur Vorabentscheidung vorzulegen. Dieser urteilte am 26. Januar 2021, dass Barzahlung in der Regel möglich sein muss, die EU-Mitgliedsstaaten jedoch unter Beachtung der Verhältnismäßigkeit Ausnahmen vorsehen können – insbesondere gerade auch bei unangemessen hohen Verwaltungskosten. Im April 2022 wies dann das Bundesverwaltungsgericht die Klage Härings letztinstanzlich ab. Eine Ausnahme von der Pflicht zur bargeldlosen Zahlung gebe es nur für Beitragszahler, die kein Girokonto besitzen. Dies war bei Häring jedoch nicht der Fall.

## Die Abschaffung des Bargelds und die Folgen (2016)
In seiner Rezension würdigte Guido Speckmann vom Neuen Deutschland die Analyse der Motive hinter der angeblichen "Bargeldabschaffung", findet die Theorie einer Verschwörung aber nur punktuell begründet und daher insgesamt zu spekulativ. Auch für Katja Scherer von NDR Info klingt Härings Darstellung der Netzwerke nach einer für sie unwahrscheinlichen Weltverschwörung: „Aber gerade weil es diesen Plan offenbar nicht gibt, ist die aktuelle Entwicklung so gefährlich: Wir leben den technologischen Fortschritt, freuen uns über den Komfort, schnell und einfach bezahlen zu können – und merken nicht, wie wir dabei Stück für Stück unserer Identität verkaufen. Härings Buch hilft, sich dessen bewusst zu werden.“

## Schönes neues Geld: PayPal, WeChat, Amazon Go – Uns droht eine totalitäre Weltwährung (2018)
In einer Rezension im Deutschlandfunk lobt Caspar Dohmen, der Autor habe ein überzeugendes Buch geschrieben, mit vielen überraschenden Einblicken und einer Menge neuer Fakten. Häring zeige umfassend, welche Allianzen und Initiativen Wirtschaftsunternehmen, aber auch Teile der Politik gebildet haben, um das Bargeld zurückzudrängen.

## Publikationen (Auswahl)
- mit Olaf Sievert und Hermann Naust: Reformbedarf für die Wohnungsgemeinnützigkeit. Kohlhammer, Stuttgart [u. a.] 1990, ISBN 3-17-011240-6 (Gutachten im Auftrag des Bundesbauministeriums).
- mit Olaf Sievert  u. a.: Zur Standortqualität des Saarlandes. Werner Röhrig, St. Ingbert 1991, ISBN 3-924555-78-8.
- Regionalpolitik und Finanzverfassung in einem probabilistischen Modell des politischen Wettbewerbs. Peter Lang, Frankfurt am Main [u. a.] 1995, ISBN 3-631-48815-7, zugleich: Dissertation, Universität Saarbrücken, 1995.
- mit  Olaf Storbeck: Ökonomie 2.0. 99 überraschende Erkenntnisse. Schäffer-Poeschel, Stuttgart 2007, ISBN 978-3-7910-2635-0.
- Markt und Macht. Was Sie schon immer über die Wirtschaft wissen wollten, aber bisher nicht erfahren sollten. Schäffer-Poeschel, Stuttgart 2010, ISBN 978-3-7910-2986-3.
- So funktioniert die Wirtschaft. Haufe, Freiburg im Breisgau und Planegg/München 2012, ISBN 978-3-648-02552-9.
- mit Niall Douglas: Economists and the Powerful. Convenient Theories, Distorted Facts, Ample Rewards. Anthem Press, London [u. a.] 2012, ISBN 978-0-85728-459-4
- Stimmt es, dass…? Respektlose Fragen zu Wirtschaftsordnung und Wirtschaftskrise. Schäffer-Poeschel, Stuttgart 2012, ISBN 978-3-7910-3269-6.
- Die Abschaffung des Bargelds und die Folgen. Quadriga-Verlag, Köln 2016, ISBN 978-3-86995-088-4.
- Schönes neues Geld: PayPal, WeChat, Amazon Go – uns droht eine totalitäre Weltwährung, Campus, Frankfurt am Main 2018, ISBN 978-3-593-50914-3.
- Endspiel des Kapitalismus. Wie die Konzerne die Macht übernahmen und wie wir sie zurückholen. Quadriga, Berlin 2021, ISBN 978-3-86995-113-3.

## Preise und Auszeichnungen
- 2007: Wirtschaftsbuchpreis für den Bestseller Ökonomie 2.0, den er gemeinsam mit Olaf Storbeck verfasste.
- 2015: Preis der Keynes-Gesellschaft für Wirtschaftspublizistik[17]